# Wer Wind sät (Album)
Wer Wind sät (stilisiert Wer wind sæt) ist das achte Album von Saltatio Mortis und das dritte Rockalbum in Folge. Es wurde am 28. August 2009 veröffentlicht und stieg auf Platz 10 der Deutschen Album Top 100 von MediaControl ein.

## Booklet-Gestaltung
Das Booklet stellt eine schwarzweiße Schlachtenszene dar, überdeckt von einem Schwert und einem roten Tuch. Das Artwork und die Fotografien stammen von der Darmstädter Fotografin und Designerin Annette Günter.
Die Lithographie, auf der das Cover beruht, stammt aus der Mitte des 19. Jahrhunderts und stellt sehr phantasiereich die Schlacht bei Hemmingstedt dar (17. Februar 1500), bei der die Dithmarscher Bauern ein letztes Mal die Übermacht der fürstlichen Angreifer besiegen konnten. 1559 endete die bäuerliche Freiheit, da Dithmarschen dann erobert und aufgeteilt wurde.

## Musikstil
Der Stil unterscheidet sich nicht grundlegend im Vergleich zum Vorgängeralbum Aus der Asche. Erneut wurde der Rocksound härter und stark auf elektrische Gitarren und Dudelsäcke ausgerichtet. Letzte treten jedoch intensiver und feinfühliger auf und bieten ein insgesamt runderes und eingängigeres Klangbild als zuvor. Zudem wurden mit den Titeln Aus Träumen gebaut und Letzte Worte zwei Balladen hinzugefügt, was bislang ein Novum darstellt.

## Songtexte
Textlich wird auf diesem Album ein breites Spektrum angeboten. Von vertonten Märchen (Das kalte Herz) sowie harscher Kritik an der Gesellschaft (Manus Manum Lavat) finden sich auf dem Album zudem der biblische Bericht über den Tod Johannes des Täufers (Salome) und eine Adaption der Frankenstein-Legende (Ebenbild). Dieser Song bildet eine Ausnahme, da man sich sprachlich nicht auf altertümlich mittelalterlichen Wegen bewegt, sondern in einem aktuellen Sprachgewand daherkommt. Inhaltlich bezieht sich der Song zwar auf die Frankensteinthematik, kann jedoch auch als kritische Aussage über Gentechnik gewertet werden. Weiterhin wird auch das „Spielmannsdasein“ in den Titeln Wir säen den Wind und Rastlos behandelt. Das ursprünglich bretonische Kinderlied La Jument de Michao wurde sehr rocklastig interpretiert und ist in französischer Sprache gesungen.

## Sonstiges
- Nachdem Aus der Asche mit neuer Besetzung eingespielt wurde, gibt es für dieses Album eine weitere Änderung im Line-up. Cordoban der Verspielte verließ ersatzlos die Band und Gründungsmitglied Thoron Trommelfeuer wurde durch Jean Méchant – genannt der Tambour – ersetzt.
- Für den Titel Salome konnte Doro Pesch als Gastsängerin verpflichtet werden, die den Part der persischen Tänzerin übernahm.
- Das Album erschien zusätzlich als Limited Edition mit einer zusätzlichen DVD. Darin enthalten sind ein Musikvideo des Titels Ebenbild und ein „Making of“ des Videodrehs. Weiterhin findet sich auf der DVD eine Dokumentation der Studioarbeit und bietet einen kleinen Einblick hinter die Kulissen der Band. Ein Mitschnitt des Konzertes vom M’era Luna ist ebenfalls enthalten.

Auf diesem Album haben neben den sieben Musikern der Band noch folgende Gäste mitgewirkt:
- Doro Pesch: Gesang bei Salome
- Julia Vukelic: Gesang bei Salome, Tief in mir, Freiheit
- Michael Popp: Lafta bei Salome
- Cordoban der Verspielte: Flöten bei La Jument de Michao und Letzte Worte

## Titelliste
1. Ebenbild – 5:14
2. Salome – 5:00
3. La Jument de Michao – 3:31
4. Letzte Worte – 4:30
5. Das kalte Herz – 3:58
6. Rastlos – 4:02
7. Miststück – 4:25
8. Tief in mir – 4:28
9. Aus Träumen gebaut – 4:47
10. Manus Manum Lavat – 3:44
11. Vergessene Götter – 3:47
12. Wir säen den Wind – 4:31
13. Freiheit (Bonustrack) – 4:10
14. In unseren Worten (Bonustrack) – 3:22

Bonus-DVD
1. Live-Mitschnitt des Konzertes vom M’era Luna 2008 (55:04) (DVD)
2. Ebenbild Video (06:09) (DVD)
3. Making of Ebenbild (06:08) (DVD)
4. Making of Wer Wind sät (26:07) (DVD)